# Paco Ibáñez
Francisco Ibáñez Gorostidi (Valencia, 20 de noviembre de 1934), más conocido como Paco Ibáñez, es un cantante, compositor y músico español, pionero de la canción de autor en España y uno de sus máximos referentes. Ha dedicado casi íntegramente su trayectoria artística a musicalizar poemas de autores españoles e hispanoamericanos, tanto clásicos como contemporáneos, así como a la canción y la música tradicional.

## Trayectoria artística

### Sus inicios
De padre valenciano y madre vasca, es el menor de cuatro hermanos. Pasó su primera infancia en Barcelona, lugar en el que vuelve a residir desde 1994. Tras la guerra civil, su familia se vio obligada a exiliarse a Francia puesto que su padre era un militante anarcosindicalista de la CNT. Entre el invierno de 1939 y el inicio de la ocupación alemana, residirán en París. Su padre fue arrestado e internado en un campo de trabajo para republicanos españoles. Su madre regresó entonces con los cuatro hijos a San Sebastián para trabajar, viviendo en el caserío familiar de Aduna en Guipúzcoa hasta los 14 años. Más tarde, estos recuerdos de infancia en el caserío familiar fueron recogidos en su disco Oroitzen —Recordando—, cantado en euskera. En 1948, la familia atravesó clandestinamente la frontera y se reúnió con el padre en Perpiñán. Paco aprendió de su padre el oficio de ebanista, al tiempo que comenzó a estudiar violín, para sustituirlo al poco tiempo por la guitarra. Instalado con su familia definitivamente en París, a principios de los años cincuenta, descubrió primero la música de Georges Brassens, Édith Piaf, Jacques Brel, Barbara, Gribouille, Servat, Serge Utgé-Royo, Capart y de Atahualpa Yupanqui, con algunos de los cuales cultivó amistad y se convirtieron en referencias fundamentales en su formación artística e ideológica; inmediatamente después  Léo Ferré y el movimiento existencialista francés, que se encontraba en pleno auge.
En 1956, la foto de una mujer andaluza vestida de negro le inspiró su primera canción sobre el poema La más bella niña, de Luis de Góngora. En 1964, realizó su primera grabación con poemas de Góngora y de García Lorca. Este disco, desde el mismo momento de su aparición, se convirtió en un "clásico" utilizado por los profesores de lengua y literatura española como material pedagógico y por los defensores de las libertades como un símbolo de resistencia cultural.
En 1958, una amiga de Paco y de Pierre Pascal, le llevó a Salvador Dalí, a Cadaqués, un disco de prueba con algunas canciones de Lorca y Góngora. Cuando Salvador Dalí lo escuchó quiso conocer "al muchacho" que había hecho el disco. Cuando se conocen, nació la idea de que el pintor realizara el dibujo para la portada del disco y de esta forma comenzó una estrecha relación de Paco, no sólo con el mundo de la poesía y de la literatura en general, sino también con el de las artes plásticas.

### Paco Ibáñez y el activismo
En 1966, junto a diversos activistas culturales asentados en la capital francesa funda "La Carraca" donde se presentan espectáculos en 
español (representaciones teatrales, exposiciones de pintura, coloquios literarios, manifestaciones musicales y proyecciones cinematográficas). En esa época la casa de los Ibáñez en París es un centro de paso y acogida de los muchos artistas, políticos e intelectuales españoles que pasan por la capital francesa, idas y venidas del exilio o simples escapadas para huir de la represión franquista.
El segundo disco de la colección "España de hoy y de siempre" aparece en 1967: incluye poemas de Rafael Alberti, Luis de Góngora, Blas de Otero, Gabriel Celaya, Miguel Hernández y Francisco de Quevedo. Otro clásico. Esta vez el disco estará ilustrado por José Ortega.
En febrero de 1968 ofrece su primer concierto en España, en Manresa, durante la "Primera Trobada de Cançó de Testimoni". A partir de ahí su actividad se extiende por diversas Universidades llegando a cantar en TVE el tema "Andaluces de Jaén", de Miguel Hernández. Inmediatamente después se instala en Barcelona donde contacta con José Agustín Goytisolo, amistad convertida en colaboración íntima.
En mayo de 1968, en una emisión de la TV francesa realizada en directo por Raoul Sangla, presenta el disco y Ortega las pinturas que lo ilustran. En esta emisión canta "La poesía es un arma cargada de futuro", de Gabriel Celaya y "Balada del que nunca fue a Granada", de Rafael Alberti.

### Problemas con el franquismo
Con motivo del primer aniversario de la toma estudiantil, el 12 de mayo de 1969, realiza un concierto en La Sorbona. Un pequeño cartel amarillo realizado por los estudiantes y pegado en los árboles, en los cristales de los cafés, en los pasillos de las aulas, anuncian un concierto de “Paco Ibáñez, la voz libre de España”, en la Salle Richelieu. Los universitarios franceses se identifican con él y le toman como uno de sus símbolos. En este mismo año edita su tercer disco con poemas de Rafael Alberti, Luis Cernuda, León Felipe, Gloria Fuertes, Antonio Machado, José Agustín Goytisolo. El autor de la pintura que ilustrará el disco es Antonio Saura. En diciembre, realiza su recordada aparición en el Olympia de París. Un doble álbum recoge esta velada. En el Olympia canta por primera vez la canción La mauvaise réputation de Georges Brassens traducida al castellano.
En 1970, conoce a Pablo Neruda en París, que oye por primera vez sus poemas cantados. "Tú tienes que cantar mis poemas, tu voz está hecha para cantar mi poesía..." le dice el poeta.
Un año después, el gobierno español incluye a Paco Ibáñez en su larga lista de censurados, se le prohíbe cualquier actuación en el territorio español. Las dificultades para seguir viviendo en Barcelona le aconsejan regresar a París, desde donde viaja por todo el mundo, especialmente por los países de América Latina. En todos estos años entra en contacto con numerosos personajes del mundo de la cultura, como el escritor vallisoletano Blas Pajarero.
En 1975, tras la muerte de Francisco Franco se levanta la censura sobre su música, pero se queda todavía en París. Durante esos años, en España se celebran conciertos multitudinarios y es invitado a participar, aunque generalmente rehúsa. Colabora, eso sí, en algunos actos anarcosindicalistas de la recién legalizada CNT.
En la campaña electoral de 1982 realiza un concierto en Madrid ante miles de personas, en el cierre de campaña electoral del PSOE, que ganaría por primera vez las elecciones generales.

### Últimas décadas
Paco Ibáñez ha vivido en Valencia, Madrid, Perpiñán, Aduna, París (varias veces), Barcelona (varias veces, la última y más duradera desde 1994 a 2022), desde 2023 vive en Camallera, localidad ampurdanesa.
El ministro de Cultura del Gobierno de Mitterrand le otorga la medalla del Orden de las Artes y las Letras en 1983. No la acepta: "Un artista tiene que ser libre en las ideas que pretende defender. A la primera concesión pierdes parte de tu libertad. La única autoridad que reconozco es la del público y el mejor premio son los aplausos que se lleva uno a casa". En 1987 Jack Lang le otorga por segunda vez la médaille de l'Ordre des Arts et des Lettres. Nuevamente la rechaza.
A principios de la década de los 90 publica su disco: “Por una canción”. En  agosto de 1998, Almenara, Sociedad Cultural Andaluza, le concede en Barcelona el Premio "Gerald Brenan" en reconocimiento a su larga trayectoria en pro de la libertad y la poesía, así como su esfuerzo de independencia de los poderes políticos, económicos y culturales; siguiendo su principio de no aceptar premios, lo rehúsa. En los últimos años ha colaborado con la actriz y poeta Tachia Quintanar.
En marzo de 2022, Ibáñez anunció una gira que iniciaría en Madrid y seguiría por otras ciudades de España y Francia, señalando que con esta reivindicaría "el humanismo frente a la barbarie".

## Discografía

### Estudio
- Paco Ibáñez 10 (Polydor, 1964)
- Paco Ibáñez 2 (Polydor, 1967)
- Paco Ibáñez 3 (Polydor, 1969)
- A flor de tiempo (Ariola, 1978)
- Canta a Brassens (Ariola, 1979)
- Por una canción (PDI, 1990)
- Oroitzen (PDI, 1998)
- Canta a José Agustín Goytisolo (Universal, 2002)
- Fue ayer (Universal, 2003)

### Directo
- En el Olympia (Polydor, 1969)
- A galopar, con Rafael Alberti (PDI, 1992)
- Les concerts à Paris: la Sorbonne, 1969; le Palais des Sports, 1971 (EMEN, 2002)
- Le concert memorable au Teatro Opera, Buenos Aires, 1971 (EMEN, 2002)
- Le concert historique au Teatro de la Comedia, Madrid, 1968 (EMEN, 2002)
- En concierto (A flor de tiempo, 2004)

### Recopilatorio
- Canta a los poetas andaluces (A flor de tiempo, 2008)
- Canta a los poetas latinoamericanos (A flor de tiempo, 2012)